# マンブルコア
マンブルコア（mumblecore）はアメリカのインディペンデント映画（自主製作映画）の一種で、多くは若い白人中流階級の日常生活や人間関係を主題とし、きわめて低予算で製作される点に特徴がある。あえてエピソードの羅列にとどめ明確な物語構造を持っていないことも多いが、2000年代のアメリカ社会の新しい現実を描いているとして注目されるようになった。
「マンブル mumble」は「低く不明瞭に発音する・もぐもぐ言う」を意味する言葉で、作品に登場する若者たちがしばしば不明瞭な発音で早口に英語の台詞を口にするためこの呼び名がある。語頭が小文字で表記されるのも低予算であることを示すためとされる。

## 歴史
アメリカのインディペンデント映画は低予算と果敢な実験精神を特徴としてスタートしたはずだったが、2000年代に入ると、一部の監督が大きな興行的成功を収め、製作予算や撮影環境においてハリウッドの大手スタジオと遜色のない作品が現れるようになった（「メジャー・インディペンデント」などと呼ばれる）。そのため、そうした規模の大きくなったインディペンデント映画や、ハリウッド映画・大手ＴＶネットワークが取りこぼしているアメリカ社会の現実を描く本来の自主製作映画に、再び関心が高まっていた。
アンドリュー・ブジャルスキー監督の『ファニー、ハ、ハ (Funny Ha Ha)』(2002) が最初の作品と言われており、この作品は2004年のインディペンデント・スピリット賞で「今後を期待したい映画賞(Someone To Watch Award)」を受賞した。
またこれにつづく2005年、テキサス州オースティンで開催されたサウス・バイ・サウスウェスト映画祭（SXSW）で３つのマンブルコア作品が若い観客から絶賛されたことで、広く注目を集めるようになった（Kissing on the Mouth (2005) dir. Joe Swanberg; Mutual Appreciation (2005) dir. Andrew Bujalski; The Puffy Chair (2005) dir. Mark and Jay Duplass）。
以後アーロン・カッツ (Aaron Katz)、リン・シェルトン (Lynn Shelton)、トッド・ロハル (Todd Rohal) らが相次いで同様の作品を製作した。まだ実績を持っていない若い俳優志願者や助監督、作家、ミュージシャンらが相互に協力して製作予算を低く抑えようとするため、互いに顔見知りの若者のネットワーク内で製作される傾向が強かった。資金調達はクラウド・ファンディングを利用し、通常は１万ドル（約100万円）前後の予算で製作された。これほどの低予算で映画が製作可能になったのは、2000年代に入ってプロ用の撮影機材や編集ソフトがデジタル化され一気に低廉化したことによる。
2007年にはインディーズ系の作品を上映するニューヨークの映画館 IFC センターでマンブルコア作品の特集が組まれ、大手メディアでもインディペンデント映画の新たな潮流として注目されるようになった。
グレタ・ガーウィグは、マンブルコア作品に最初期から関わってきた俳優の中でとくに成功した1人である。ガーウィグはノア・バウムバック監督の『ベン・スティラー 人生は最悪だ！(Greenberg)』（2010）や、同監督の『フランシス・ハ (Francis Ha)』(2012) に出演して好評を博したが、とくに後者ではゴールデングローブ賞 主演女優賞 (ミュージカル・コメディ部門)にノミネートされ、ベルリン国際映画祭の審査員となるなど一躍有名となった。またガーウィグが脚本・監督をつとめた『レディバード (Ladybird)』(2017)も興行的な成功をおさめ、2019年に監督した『ストーリー・オブ・マイライフ/わたしの若草物語 (Little Women)』はアカデミー賞の作品賞・脚本賞にノミネートされた。
映画研究の分野では、男性の登場人物が男らしさを過度に強調するそれまでのアメリカ映画と明らかに異なることからジェンダー表象の研究題材となり、また登場するのがほぼ白人の中産階級に限られていることから文化・階級表象を分析する題材ともなっている。

## 主な作品
- 2002
  - Funny Ha Ha  (アンドリュー・ブジャルスキー)
- 2003
  - All the Real Girls (デヴィッド・ゴードン・グリーン)
- 2005
  - Kissing on the Mouth (ジョー・スワンバーグ)
  - The Puffy Chair (ジェイ・デュプラス)
  - Mutual Appreciation (アンドリュー・ブジャルスキー)
- 2006
  - Dance Party USA (アーロン・カッツ)
  - LOL  (ジョー・スワンバーグ)、グレタ・ガーウィグ出演
- 2007
  - Hannah Takes the Stairs  (ジョー・スワンバーグ)、グレタ・ガーウィグ出演
  - Quiet City (アーロン・カッツ)
- 2008
  - Baghead (ジェイ・デュプラス、マーク・デュプラス)、グレタ・ガーウィグ出演
  - ミッドナイトキスをするまでに In Search of a Midnight Kiss (アレックス・ホールドリッジ)
  - Nights and Weekends  (グレタ・ガーウィグ、ジョー・スワンバーグ)
- 2009
  - Alexander the Last (ジョー・スワンバーグ)
  - Humpday (リン・シェルトン)
  - Beeswax (アンドリュー・ブジャルスキー)
  - Sorry, Thanks (ディア・ソコル)
  - Daddy Longlegs (ジョシュア・サフディ、ベニー・サフディ)
  - Breaking Upwards (ダリル・ウェイン)
- 2010
  - Gabi on the Roof in July (ローレンス・マイケル・レヴィン)
  - Tiny Furniture (レナ・ダナム)
- 2011
  - Cold Weather (アーロン・カッツ)
  - Uncle Kent  (ジョー・スワンバーグ)
  - Silver Bullets  (ジョー・スワンバーグ)
  - Your Sister's Sister (リン・シェルトン)
  - Bellflower (エヴァン・グローデル)
- 2012
  - The Do-Deca-Pentathlon (ジェイ・デュプラス、マーク・デュプラス)
  - The Color Wheel (アレックス・ロス・ペリー)
  - フランシス・ハ Frances Ha (ノア・バームバック)、グレタ・ガーウィグ出演
  - Nobody Walks (ライ・ルッソ・ヤング)
  - Sun Don't Shine (エイミー・サイメッツ)
  - I Want Your Love (トラビス・マシューズ)
- 2013
  - ドリンキング・バディーズ 飲み友以上、恋人未満の甘い方程式 Drinking Buddies (ジョー・スワンバーグ)
  - All the Light in the Sky (ジョー・スワンバーグ)
  - "The Sacrament" (タイ・ウェスト)
- 2014
  - The Mean of Green (ジョー・スワンバーグ)

## 関連文献
- Backman Rogers, Anna. American Independent Cinema : Rites of Passage and the Crisis Image, Edinburgh: Edinburgh University Press, 2015.
- King, Geoff ed. A Companion to American Indie Film, Malden, MA: John Wiley & Sons, 2017.

## 関連リンク
- "10 Essential Mumblecore Films" WhatCulture